# Elżbieta Sikora

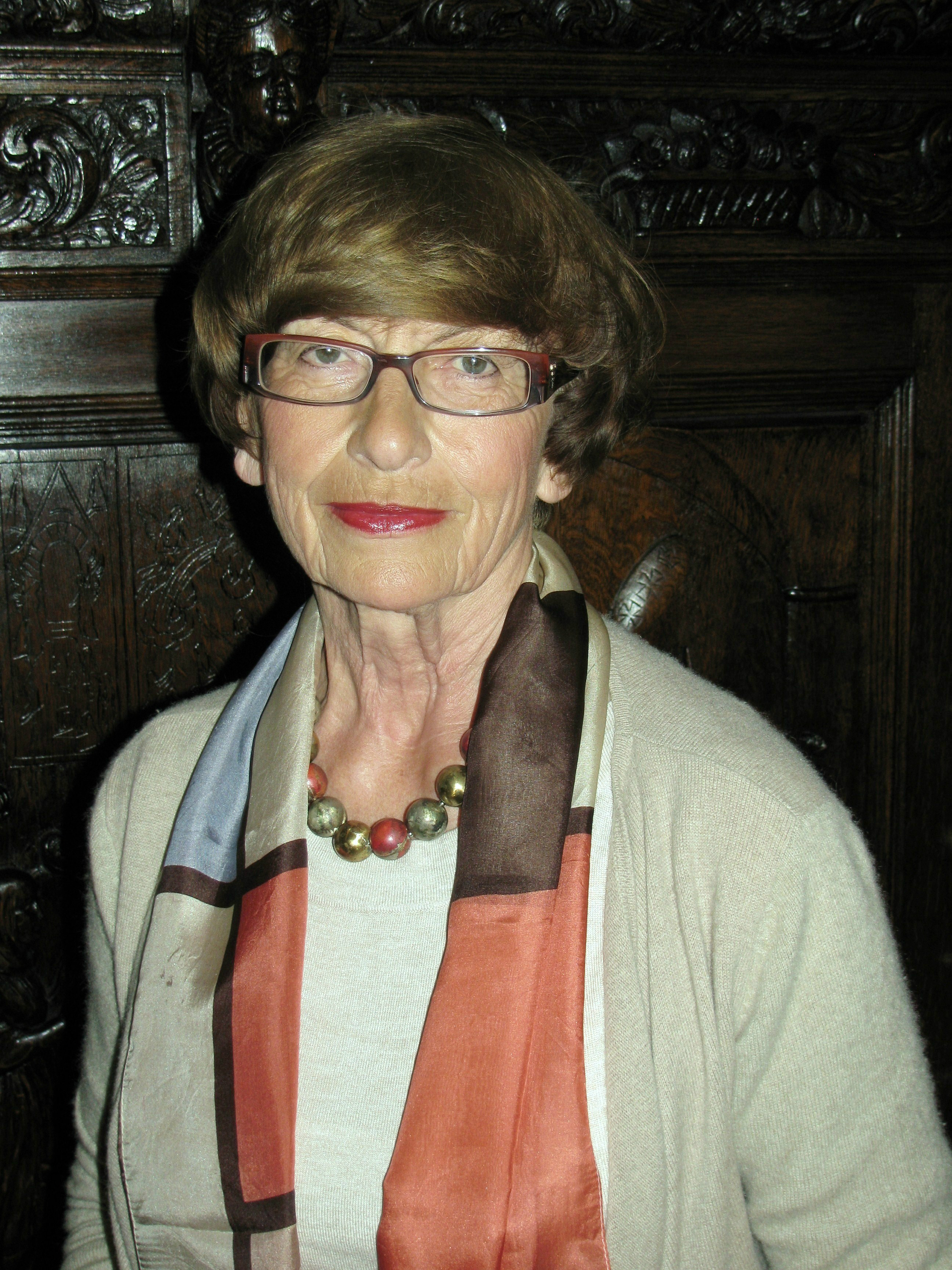
Elżbieta Sikora (2016)

Elżbieta Sikora (* 20. Oktober 1943 in Lemberg) ist eine polnische Komponistin.
Sikora wuchs in Danzig auf, wo sie an der Musikschule von 1951 bis 1963 Klavierunterricht nahm. Bis 1968 folgte ein Studium als Tontechniker an der Musikakademie in Warschau und von 1968 bis 1970 ein Studium der elektronischen Musik bei François Bayle und Pierre Schaeffer bei der Groupe de recherches musicales in Paris. Danach kehrte sie nach Warschau zurück, um Komposition bei Tadeusz Baird und Zbigniew Rudziński zu studieren (Masterabschluss 1977). Von 1981 bis 1984 nahm sie privaten Kompositionsunterricht bei Betsy Jolas und studierte Computermusik am IRCAM und bei John Chowning an der Stanford University. 1973 gründete sie mit Krzysztof Knittel und Wojciech Michniewski die Komponistengruppe KEW, die bis 1975 aktiv war. Von 1985 bis 2008 lehrte sie Elektroakustische Komposition am Konservatorium Angoulême und von 2009 bis 2017 war sie Leiterin des Festivals Musica Electronica Nova in Wrocław.
Beim Komponistenwettbewerb 1978 in Dresden gewann Sikora mit der Oper Ariadna den zweiten Preis. Beim Wettbewerb für experimentelle Musik in Bourges wurde sie mit ehrenden Erwähnungen und 2000 mit dem Prix Magisterium ausgezeichnet. Beim Wettbewerb für Komponistinnen in Mannheim 1981 erhielt sie für Guernica den Ersten Preis. Die SACEM zeichnete sie 1994 mit dem Prix Pedagogique und dem Prix Stephane Chapelier-Clergue-Gabriel-Marie aus. 1997 erhielt sie den Verdienstorden der Republik Polen. Im März 2024 wurde sie mit dem Grand Prix International de Disque geehrt.

## Werke
- Interventions pour tuba, 2 percussions et bande, 1969
- Prénom für Tonband, 1970
- Widok z okna für Tonband, 1971
- L'incertitude de l’été, 1973
- Pieśni rozweselające serce für Sopran und Instrumente, 1973
- Kwartet smyczkowy nr 1, 1975
- Podróż pierwsza für Kontrabass oder Tuba, 1975
- Cercles für Orchester, 1975
- Guernica – Hommage à Pablo Picasso für gemischten Chor, 1975–79
- Podróż druga für Tonband, 1976
- Stworzenie świata, Oratorium für zwei Vokalensemble und Kammerorchester, 1976
- … selon Pascal für Trompete, Harfe, Cembalo und Cello, 1976–78
- Ariadna, Kammeroper, 1977
- Nocą twarzą ku niebu für Tonband, 1978
- Najemnicy für Posaune und Perkussion, 1978
- Powiększenie, Ballettmusik, 1979
- Ziemia jałowa für Tonband, 1979
- Trzy interludia für Flöte und Harfe, 1979
- Rapsodia na śmierć republiki für Tonband, 1979
- Mały Książę für Flöte und Perkussion, 1979
- Blow-up, Ballett, 1980
- Lettres à M., 1980
- Kwartet smyczkowy nr 2, 1980
- Interludes für Flöte und Harfe, 1980
- Prélude für Klavier, 1981
- Podróż trzecia für Flöte, 1981
- Salve Regina für Kinderchor und Orgel, 1981
- La tête d'Orphée, pour bande, 1981
- La tête d'Orphée II, pour flûte et bande, 1982
- Janek Wiśniewski-grudzień-Polska für Tonband, 1982–83
- Waste Land, Ballett, 1983
- Derrière son double, Radiooper, 1983
- Eine kleine Tagmusik für sieben Instrumente, 1983
- Pieśni rozweselające serce für Sopran, Flöte und Cembalo, 1983
- Solo für Violine, 1983–84
- Wyrywacz serc, Kammeroper nach Boris Vian, 1984–86, 1992
- Symfonia nr 1 „Cienie“, 1984–90
- Genêse, Oratorium für Sopran, Sprecher, gemischten Chor, Kammerorchester und elektronische Klänge, 1986
- La clef de verre, Ballett, 1986
- Loreley für Sopran oder Mezzosopran und Instrumentalensemble, 1987
- Rappel II für Orchester und Zither, 1987–88
- A peine le temps que dure une vision, pour soprano, ensemble instrumental et bande ou récitante et bande, 1987–89
- Suite pour violoncelle et bande, 1987–89
- Géométries variables pour bande, 1991
- Les enfants du vent für Orchester, 1991
- Suite II pour clavecin, bande et transformations, 1992
- Le chant de Salomon für Sopran und Ensemble, 1992
- On the Line für Sopran und Tonband, 1992
- Les enfants terribles, pour bande, 1992
- Sekstet smyczkowy – Hommage à Witold Lutosławski, 1993
- Chant d’Europe für drei Kinderchöre und Kammerorchester, 1993
- Cinéma, cinéma für Kinderchor und Kammerorchester, 1994
- Canzona für Viola da gamba und Instrumentalensemble, 1995
- Flashback – Hommage à Pierre Schaeffer, für Tonband, 1996
- Suite III (Baroque) für Orchester, 1997
- Omnia tempus habent, Oratorium für Altstimme, Kinderchor, gemischten Chor, Orgel und Orchester, 1997
- Fragments pour soprano et bande, 1997
- On est toujours für Bariton und Klavier oder Bariton, zwei Soprane, Saxophon, Bandoneon, Klavier und Kontrabass, 1997
- Kwartet smyczkowy nr 1 (Thinking of Brahms), 1997
- Suite II pour clavecin et bande, 1998
- Aquamarina für Tonband, 1998
- Lisboa, tramway 28, hommage à Fernando Pessoa für Saxophon und Tonband, 1999
- Kwartet smyczkowy nr 3 (Ursula in memoriam), 1999
- Maître Renard et maître Corbeau – Le laboreur et ses enfants für Kinderchor und Ensemble, 1999
- Ecce Homo für Orchester, 1999
- Eine Rose als Stütze für Sopran und Klavier, 2000
- Koncert fortepianowy nr 1 „Hommage à Frederic Chopin“, 2000
- … selon Pascal II für Trompete, Harfe, Cembalo und Cello, 2000
- Trois innocenties für gemischten Chor, 2001
- Short Stories für Orgel, 2001
- Grain de sable für Tonband, 2002
- Rouge d’été für Tonband, 2002
- Eine Rose als Stütze – Hörspiel für Tonband, 2002
- Axe rouge für Saxophon, Kontrabass und Tonband, 2004
- Koncert na saksofon i orkiestre – Michelangelo, 2005
- Cadenza für Cello, 2005
- Tytane für Kontrabass, 2005
- Reflets irisés für Klavier und elektronische Instrumente, 2006
- Alla breve für Klavier, 2006
- Koncert Oliwski für Orgel und Orchester, 2007
- Axe rouge II für Saxophon, Perkussion und Tonband, 2007
- Madame Curie, Oper über Marie Curie, 2011